# Carl von Clausewitz

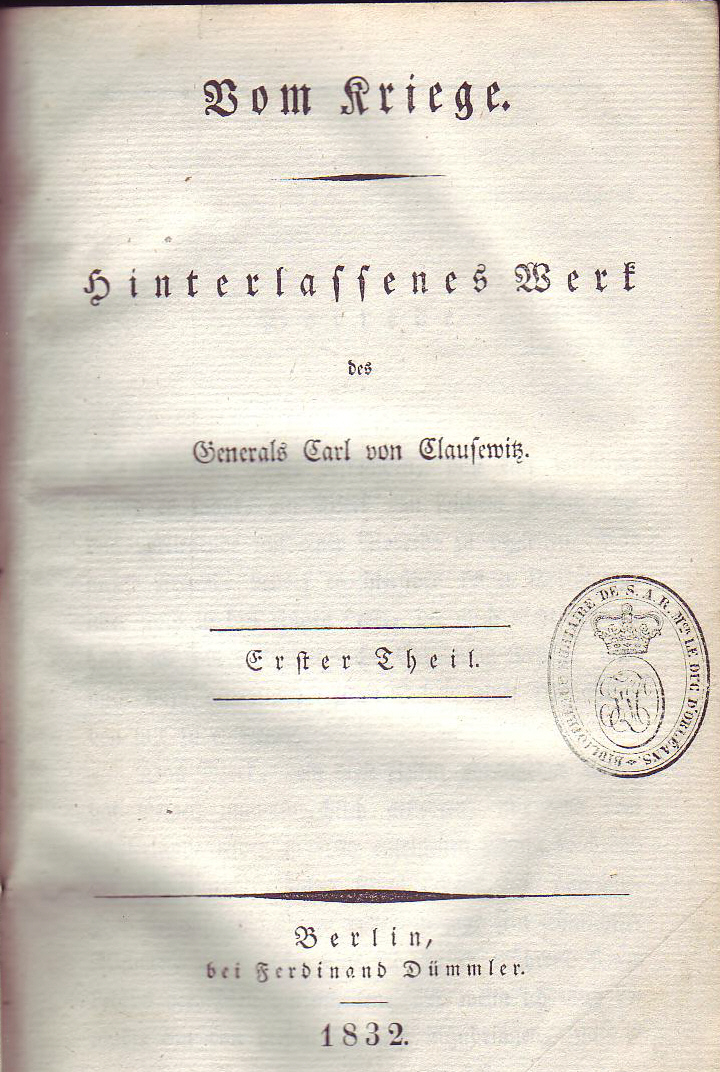
Oryginalna okładka książki „Vom Kriege” z 1832 roku

Carl Phillip Gottlieb von Clausewitz (ur. 1 czerwca 1780 w Burgu, zm. 16 listopada 1831 we Wrocławiu) – pruski teoretyk wojny, generał i pisarz. Powszechnie znane są jego powiedzenia:
Wojna jest jedynie kontynuacją polityki innymi środkami.
oraz:
Pokój to zawieszenie broni pomiędzy dwiema wojnami.
Szukał też właściwego terminu dla teorii wojny, odrzucał nazwę „nauka wojenna”, proponował zaś termin „sztuka wojenna”. Analizował pojęcie natarcia i obrony, uważał, że obrona jest silniejszą formą prowadzenia działań wojennych.
Carl von Clausewitz zmarł w czasie pandemii cholery, która wybuchła w 1829, i został pochowany na cmentarzu wojskowym przy ul. Ślężnej we Wrocławiu; w 1971 na prośbę władz państwowych Niemieckiej Republiki Demokratycznej jego szczątki i szczątki jego żony Marie von Clausewitz zostały ekshumowane i przeniesione na cmentarz Ostfriedhof w rodzinnym Burgu.

## Kalendarium życia
- 1780 – urodził się 1 czerwca w Burgu, Królestwo Prus.
- 1792 – wstąpił do armii pruskiej (34 Regiment Piechoty).
- 1793-1794 – walczył w wojnie z Francją.
- 1795 – stacjonował w Neuruppin; otrzymał awans do stopnia porucznika.
- 1801 – przyjęty do Allgemeine Kriegsschule (późniejszej Akademii Wojskowej) w Berlinie (dyrektorem był wówczas Gerhard von Scharnhorst).
- 1804 – ukończył Akademię z najwyższym wynikiem. Poznał Marie von Brühl.
- 1806 – walczył w kampanii roku 1806, pojmany przez Francuzów.
- 1807-1808 – przebywał w niewoli na terenie Francji i Szwajcarii.
- 1808 – został asystentem Scharnhorsta i wziął udział w reorganizacji armii pruskiej.
- 1810 – mianowany profesorem Akademii Wojskowej, został odpowiedzialny za edukację wojskową następcy tronu. Ożenił się z hrabiną Marie von Brühl.
- 1812-1813 – w okresie formalnego sojuszu francusko-pruskiego odmówił służby, porzucił armię pruską i wstąpił do rosyjskiej. Pozostawił manuskrypt Zasady wojny jako instrukcje dla następcy tronu. Walczył w całej kampanii rosyjskiej, odegrał kluczową rolę w doprowadzeniu do zmiany sojuszu przez pruskiego gen. Yorcka[potrzebny przypis], został rosyjskim oficerem łącznikowym z kwaterą Blüchera, później mianowany dowódcą rosyjsko-pruskiego legionu.
- 1814 – przywrócony do armii pruskiej.
- 1815 – walczy pod Waterloo jako szef sztabu III Korpusu armii pruskiej generała Thielmanna.
- 1816-1818 – służył w sztabie generała Gneisenau w Koblencji.
- 1818 – otrzymał stopień generała-majora. Został dyrektorem Akademii Wojskowej (funkcję tę pełnił do 1830 roku). W tym czasie poświęcił się głównie badaniom naukowym.
- 1831 – mianowany szefem sztabu armii obserwacyjnej generała Gneisenau w Poznaniu, zlokalizowanej na granicy z Królestwem Polskim, mającej kontrolować przebieg powstania listopadowego. Rosyjska armia interwencyjna przywlekła ze sobą epidemię cholery, na którą zmarł 16 listopada we Wrocławiu.

Główne dzieło Clausewitza O wojnie (Vom Kriege) zostało opublikowane po jego śmierci przez żonę, w Berlinie, w latach 1832–1837.

## Odznaczenia
Odznaczenia gen. von Clausewitza to między innymi:
- Order Orła Czerwonego II klasy z liśćmi dębu
- Krzyż Żelazny II klasy
- Order Świętego Jerzego IV klasy (Imperium Rosyjskie)
- Order Świętego Włodzimierza III klasy (Imperium Rosyjskie)
- Order Świętej Anny II klasy (Imperium Rosyjskie)
- Broń Złota „Za Waleczność” (Imperium Rosyjskie)
- Komandor Orderu Miecza (Szwecja)